# 横滨美术大学
横滨美术大学（英語：Yokohama University of Art and Design）位于日本神奈川县横滨市青叶区鸭志田町1204，为日本的私立大学，1966年设置。

## 沿革
- 1916年，常盘松女学校创设。
- 1966年，松学园女子短期大学开学。造形美术科人数是117人。
- 1995年，松学园横滨美术短期大学改称。造形美术科专攻分离。
- 1996年，专攻科造形芸术专攻设置。大学评价·学位授与机构认定。
- 2001年，横滨美术短期大学改称。
- 2010年，4年制大学改组。2010年4月，横滨美术大学开学。

## 院系

### 学部学科
- 美术学部
  - 美术学科

#### 短期大学時代的学科体制
- 造形美术科
  - 美术专攻
  - 造形文化专攻

### 专攻科
- 造形美术专攻